# Sergi Vidal
Sergi Vidal Plana (* 9. April 1981 in Badalona, Katalonien) ist ein spanischer Basketballspieler. Er spielt auf den Positionen des Shooting Guards und Small Forwards.

## Laufbahn
Der 1,98 Meter große Sergi Vidal begann seine Laufbahn in der Jugend von Joventut de Badalona, wo er schließlich in der Saison 1999/2000 sein Debüt in der Liga ACB feierte. Im Sommer 2000 wechselte Vidal zu TAU Vitoria, mit denen er zwei spanische Meistertitel und vier Pokalsiege erringen konnte. Zweimal scheiterte er mit seiner Mannschaft im Finale der EuroLeague (2000/01 und 2004/05). Im August 2009 wechselte Vidal zum spanischen Rekordmeister Real Madrid. Nach zwei Jahren bei den Hauptstädtern wurde sein Vertrag nicht verlängert. Im Anschluss unterschrieb er einen bis 2012 laufenden Vertrag bei Lagun Aro GBC. In der Saison 2011/12 wurde er als bester Shooting Guard in das All-Tournament Team der Liga ACB gewählt.

### Nationalmannschaft
Sergi Vidal debütierte am 27. August 2005 bei einem Freundschaftsspiel gegen Frankreich in der Spanischen A-Nationalmannschaft. Er war Teil des Aufgebots für die Basketball-Europameisterschaft 2005.

## Erfolge
Verein
- Spanische Meisterschaft (2): 2001/02, 2007/08
- Copa del Rey de Baloncesto (4): 2002, 2004, 2006, 2009

Ehrungen
- All-Tournament Team der Liga ACB: 2011/12